# Kamata
Kamata (蒲田?) è un quartiere di Ōta (Tokyo), Giappone.

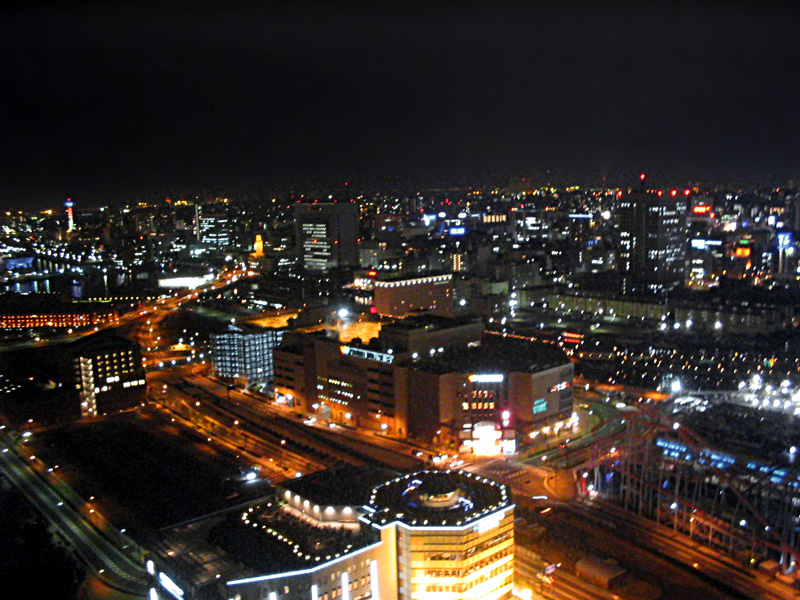
Veduta notturna su Kamata

Al centro del quartiere si trovano la sede amministrativa del quartiere speciale di Ōta e il principale nodo ferroviario per il sud dell'area metropolitana di Tokyo.

## Trasporti
La Stazione di Kamata si trova al centro del quartiere, nei pressi del municipio di Ōta, ed è servita dalle linee Keihin-Tōhoku, Tōkyū Ikegami e Tōkyū Tamagawa.
Non lontano dalla Stazione di Kamata si trova la Stazione Keikyū Kamata, collegata con il vicino Aeroporto internazionale di Tokyo-Haneda, e con il sud dell'area metropolitana di Tokyo.

## Vita e cultura
A Kamata si trovano diverse librerie tra cui la Kamata Library e la Kamata Ekimae Library, e molti negozi tradizionali e ristoranti economici.
La stazione è circondata da diversi mercati (shotengai) e centri commerciali come Tokyu, Sun Kamata, Palio e Yuzawaya. Nei pressi della stazione si trova anche la sede della catena alberghiera Toyoko Inn.
Nel quartiere si trova la Kamata High School

### Cinema
Il quartiere fu un luogo importante per il cinema, soprattutto durante gli anni 1950, epoca d'oro del cinema giapponese. Il regista Yasujirō Ozu vi girò diversi film.
Sin dal 1912 a Kamata si trovavano gli studi cinematografici di Shochiku, poi trasferiti a Ōfuna (Kamakura) nel 1936.
Il quartiere e il declino degli studi cinematografici, sono il contesto in cui si svolge Kamata kyoku Koshin (Parata musicale a Kamata), film molto famoso in Giappone di Kinji Fukasaku, che racconta la storia di un attore travolto dai cambiamenti portati della modernità.

## Galleria d'immagini

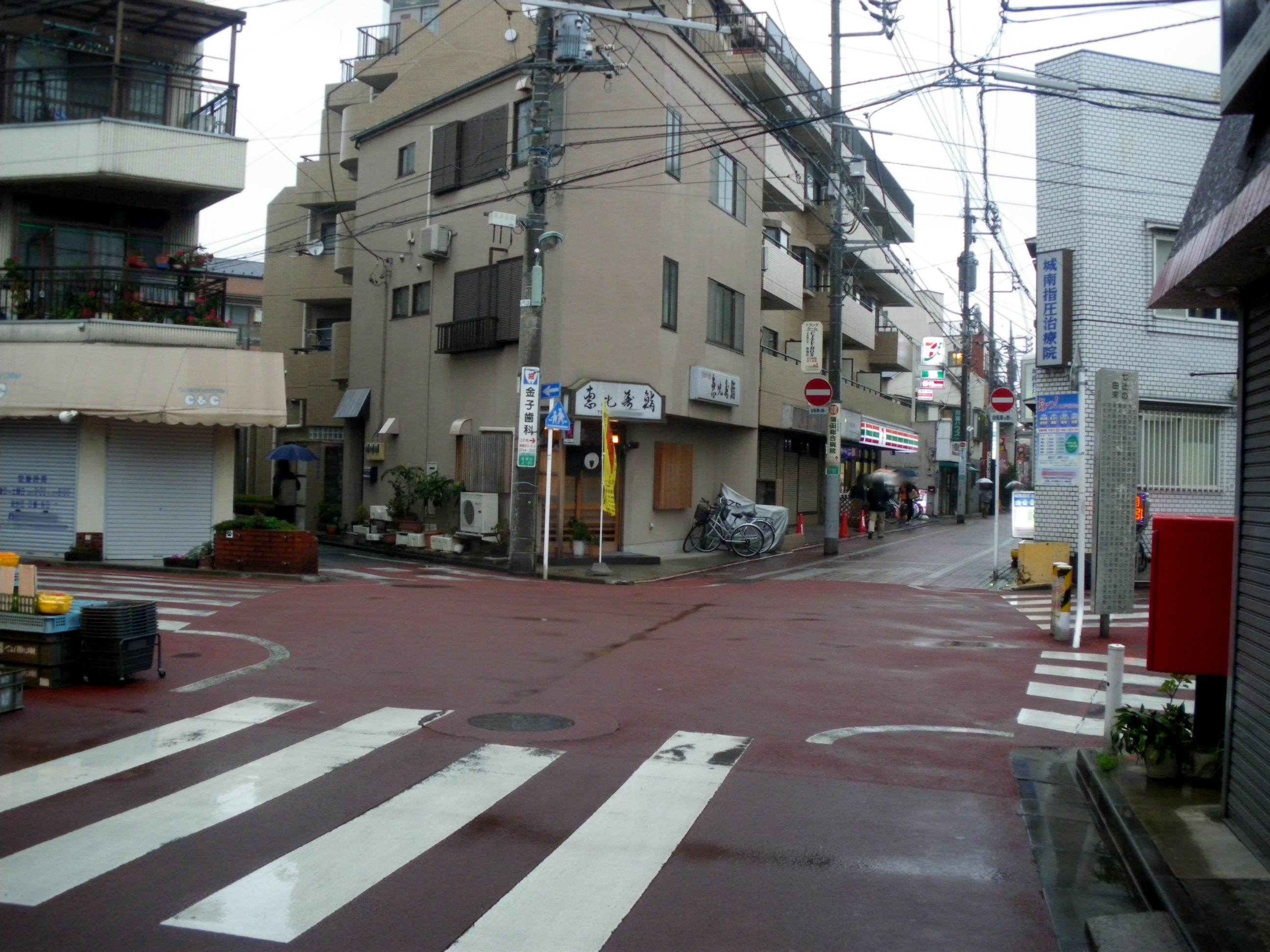
Un incrocio con sette strade a Kamata.
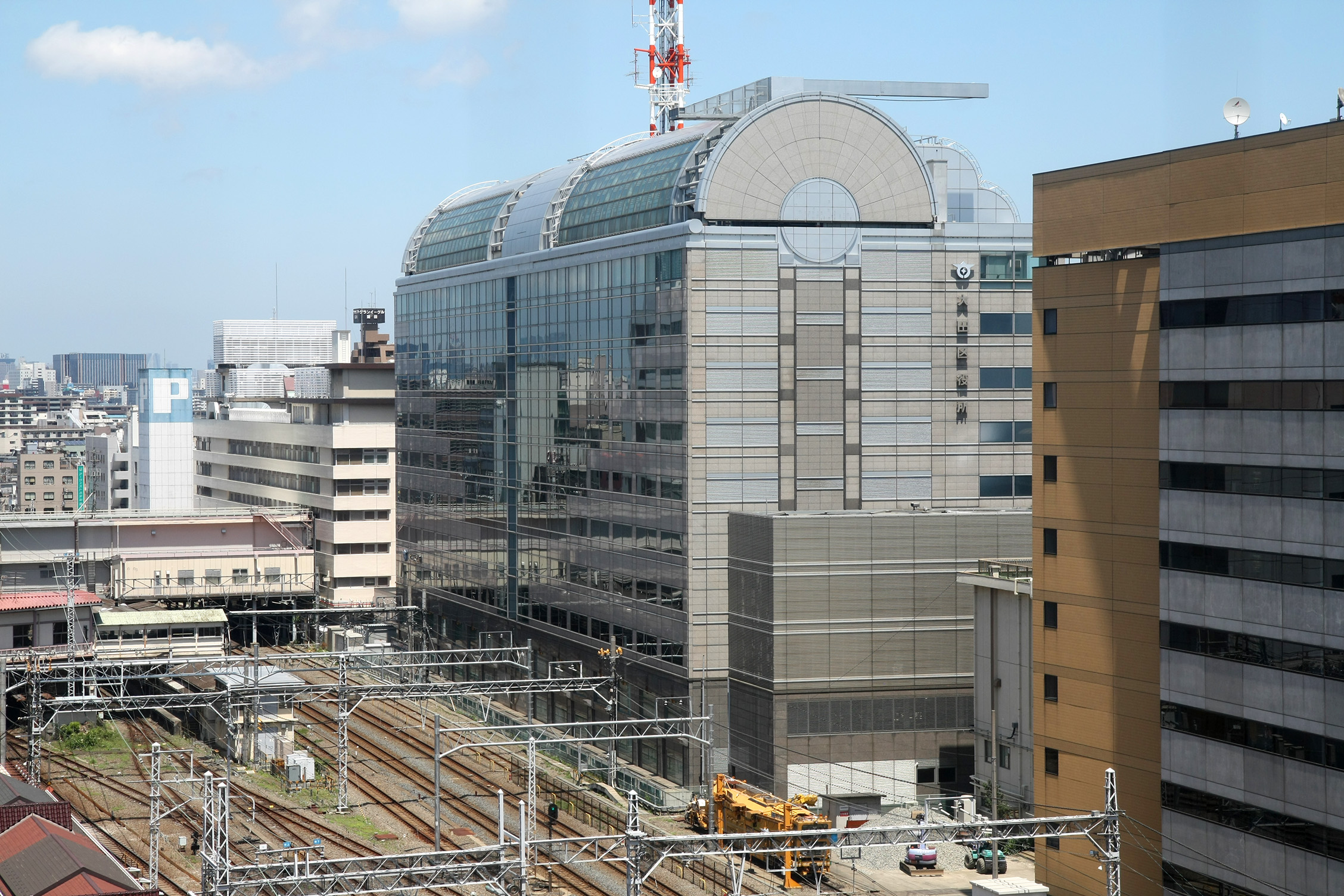
La sede del comune di Ōta e la linea ferroviaria Keihin-Tōhoku.
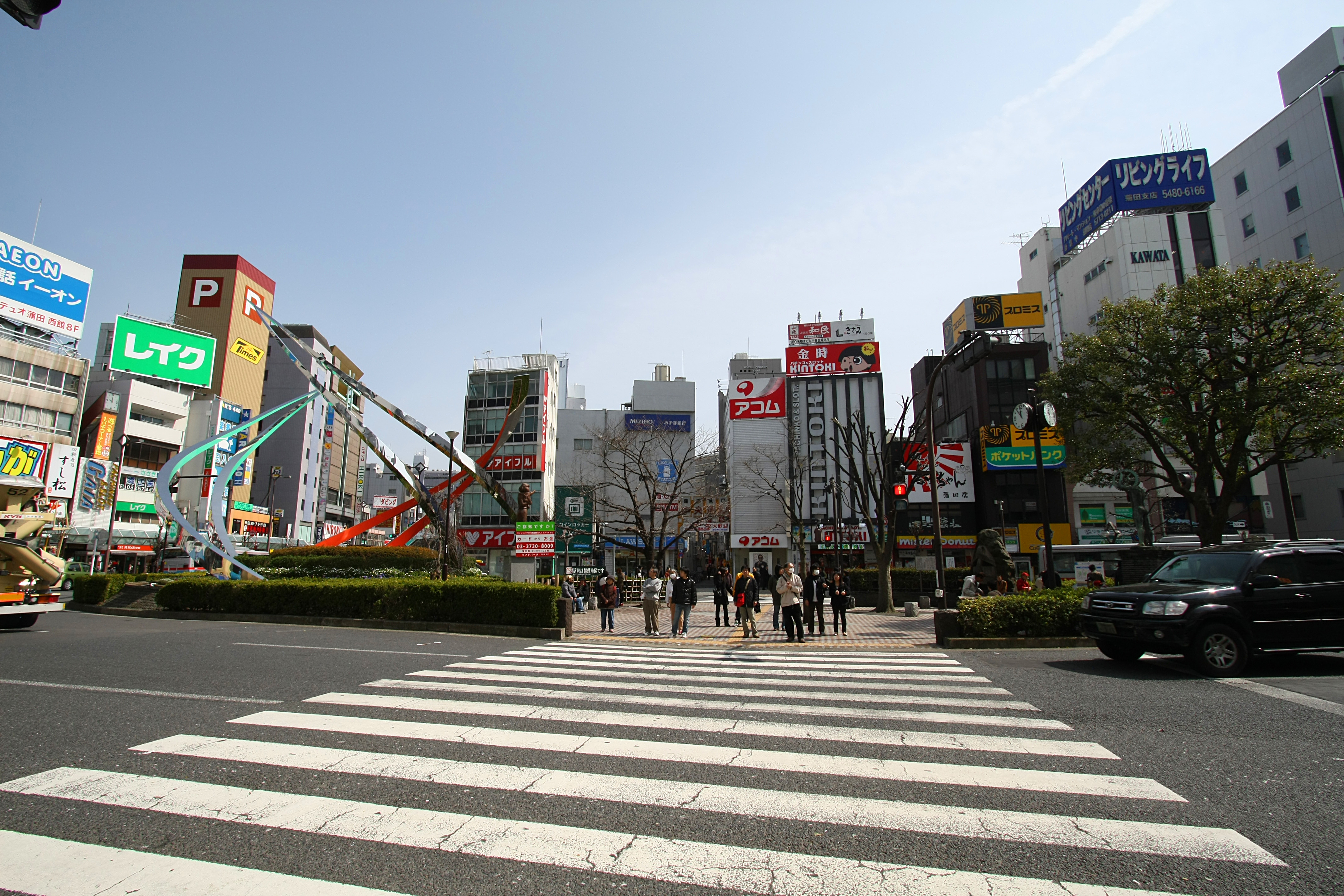
Il piazzale davanti all'uscita est della stazione di Kamata.